# Sabrina Santamaria
Sabrina Ashley Vida Santamaria (* 24. Februar 1993 in Los Angeles, Kalifornien) ist eine US-amerikanische Tennisspielerin.

## Karriere
Sabrina Santamaria spielt vorrangig bei ITF-Turnieren, wo sie auf dem ITF Women’s Circuit bislang zwei Einzel- und 14 Doppeltitel gewann.
Als College-Spielerin scheiterte Santamaria bei den NCAA Division I Tennis Championships 2013 als zweitgesetzte im Einzel bereits in der zweiten Runde, gewann aber mit ihrer Partnerin Kaitlyn Christian den Titel im Doppel.
Bei den US Open 2013 erhielt sie zusammen mit ihrem Partner Jarmere Jenkins eine Wildcard für den Mixedwettbewerb, wo die beiden aber bereits in der ersten Runde gegen die französische Paarung Alizé Cornet und Édouard Roger-Vasselin mit 4:6 und 1:6 scheiterten.
Mit ihrer Doppelpartnerin Kaitlyn Christian, mit der Santamaria bereits seit der U14-Division Doppel spielt, erhielt sie Wildcards für die mit 100.000 US$ dotierten Odlum Brown Vanopen 2015, die mit 125.000 US$ dotierten Carlsbad Classic 2015, einem Turnier der WTA Challenger Series und auch für die US Open 2015. Dort mussten sie in der ersten Runde gegen die späteren Titelgewinner Martina Hingis und Sania Mirza antreten und verloren das Match mit 1:6 und 2:6.

## Turniersiege

### Einzel
| Nr. | Datum         | Turnier  | Kategorie   | Belag | Finalgegnerin   | Ergebnis |
| --- | ------------- | -------- | ----------- | ----- | --------------- | -------- |
| 1.  | 28. Mai 2016  | Warschau | ITF $10.000 | Sand  | Deborah Chiesa  | 6:1, 6:4 |
| 2.  | 2. April 2017 | Iraklio  | ITF $15.000 | Sand  | Mira Antonitsch | 6:2, 6:0 |

### Doppel
| Nr. | Datum             | Turnier         | Kategorie      | Belag             | Partnerin            | Finalgegnerinnen                         | Ergebnis          |
| --- | ----------------- | --------------- | -------------- | ----------------- | -------------------- | ---------------------------------------- | ----------------- |
| 1.  | Juli 2010         | Evansville      | ITF $10.000    | Hartplatz         | Brynn Boren          | Anastasia Kharchenko Gabriela Paz        | 6:3, 6:4          |
| 2.  | Juli 2011         | Evansville      | ITF $10.000    | Hartplatz         | Brynn Boren          | Nadia Echeverría Alam Elizabeth Ferris   | 6:4, 4:6, 6:4     |
| 3.  | 27. Juli 2013     | Viserba         | ITF $10.000    | Hartplatz         | Kaitlyn Christian    | Giulia Gasparri Lisa Sabino              | 6:2, 6:1          |
| 4.  | 25. März 2016     | Le Havre        | ITF $10.000    | Sand              | Bernarda Pera        | Georgina García Pérez Diāna Marcinkēviča | 6:2, 6:2          |
| 5.  | 27. Mai 2016      | Warschau        | ITF $10.000    | Sand              | Emma Laine           | Deborah Chiesa Jacqueline Cabaj Awad     | 7:66, 6:0         |
| 6.  | 9. Oktober 2016   | Redding         | ITF $25.000    | Hartplatz         | Ema Burgić Bucko     | Julia Elbaba Bernarda Pera               | 6:3, 7:64         |
| 7.  | 8. April 2017     | Tucepi          | ITF $15.000    | Sand              | Emma Laine           | Jana Jablonovská Sandra Jamrichová       | 6:3, 6:2          |
| 8.  | 10. Juni 2017     | Bethany Beach   | ITF $25.000    | Sand              | Abigail Tere-Apisah  | Sophie Chang Alexandra Mueller           | 6:4, 6:0          |
| 9.  | 29. Oktober 2017  | Macon           | ITF $80.000    | Hartplatz         | Kaitlyn Christian    | Paula Cristina Gonçalves Sanaz Marand    | 6:1, 6:0          |
| 10. | 4. Februar 2018   | Midland         | ITF $100.000   | Hartplatz (Halle) | Kaitlyn Christian    | Jessica Pegula Maria Sanchez             | 7:5, 4:6, [10:8]  |
| 11. | 24. Februar 2018  | Rancho Santa Fe | ITF $25.000    | Hartplatz         | Kaitlyn Christian    | Eva Hrdinová Taylor Townsend             | 6:76, 6:1, [10:6] |
| 12. | 13. Mai 2018      | Cagnes-sur-Mer  | ITF $100.000   | Sand              | Kaitlyn Christian    | Wera Lapko Galina Woskobojewa            | 2:6, 7:5, [10:7]  |
| 13. | 9. Mai 2021       | Saint-Malo      | WTA Challenger | Sand              | Kaitlyn Christian    | Hayley Carter Luisa Stefani              | 7:64, 4:6, [10:5] |
| 14. | 6. März 2022      | Monterrey       | WTA 250        | Hartplatz         | Catherine Harrison   | Han Xinyun Jana Sisikowa                 | 1:6, 7:5, [10:6]  |
| 15. | 2. Oktober 2022   | Templeton       | ITF W60        | Hartplatz         | Nao Hibino           | Sophie Chang Katarzyna Kawa              | 6:4, 7:64         |
| 16. | 12. November 2022 | Calgary         | ITF W60        | Hartplatz (Halle) | Kaitlyn Christian    | Kayla Cross Marina Stakusic              | 7:62, 6:4         |
| 17. | 26. Mai 2023      | Rabat           | WTA 250        | Sand              | Jana Sisikowa        | Lidsija Marosawa Ingrid Gamarra Martins  | 3:6, 6:1, [10:8]  |
| 18. | 11. Februar 2024  | Mumbai          | WTA Challenger | Hartplatz         | Dalila Jakupović     | Arianne Hartono Prarthana Thombare       | 6:4, 7:64         |
| 19. | 9. Juni 2024      | Makarska        | WTA Challenger | Sand              | Iryna Schymanowitsch | Nao Hibino Oksana Kalaschnikowa          | 6:4, 3:6, [10:6]  |
| 20. | 21. April 2025    | Rouen           | WTA 250        | Sand (Halle)      | Aleksandra Krunić    | Irina Chromatschowa Linda Nosková        | 6:0, 6:4          |

## Abschneiden bei Grand-Slam-Turnieren

### Doppel
| Turnier         | 2015 | 2016 | 2017 | 2018 | 2019 | 2020 | 2021 | 2022 | 2023 | 2024 | 2025 | Karriere |
| --------------- | ---- | ---- | ---- | ---- | ---- | ---- | ---- | ---- | ---- | ---- | ---- | -------- |
| Australian Open | —    | —    | —    | —    | 2    | 2    | 1    | 1    | 2    | 1    | 2    | 2        |
| French Open     | —    | —    | —    | —    | 2    | 2    | 1    | 1    | 1    | 1    | 2    | 2        |
| Wimbledon       | —    | —    | —    | —    | 1    |      | 2    | 2    | 1    | —    | 1    | 2        |
| US Open         | 1    | —    | —    | 2    | 2    | 1    | 2    | 2    | 1    | 1    |      | 2        |